# Bestial Mockery
Bestial Mockery est un groupe suédois de black metal, originaire d'Uddevalla. 

## Histoire
Bestial Mockery est formé en 1995 à Uddevalla par le chanteur Master Motorsag et le batteur Warslaughter. Avec le guitariste Doomanfanger et le bassiste Devilpig, ils enregistrent leur première démo Christcrushing Hammerchainsaw en 1995, qui est suivie par les démos Chainsaw Demons Return et War, The Final Solution.
Le premier album Christcrushing Hammerchainsaw sort en 2002 sur Metal Blood Records. Par la suite, le groupe rejoint Osmose Productions. Le dernier album en date, Slaying the Life, est publié pour la première fois en août 2007 par Underground Activists, un sous-label de Season of Mist.

## Style musical
D'un point de vue stylistique, le groupe se situe à l'intersection des premiers Destruction, Sodom et Kreator, ainsi que Motörhead et Nifelheim, entre autres. Des comparaisons ont également été faites avec les débuts de Marduk ou Venom, Bathory et Hellhammer.

## Discographie

### Albums studio
- 2002 : Christcrushing Hammerchainsaw (Metal Blood Music)
- 2003 : Evoke the Desecrator (Osmose)
- 2006 : Gospel of the Insane (Osmose)
- 2007 : Slaying the Life (Season of Mist)

### EP
- 2002 : A Sign of Satanic Victory (Warlord)
- 2004 : Outbreak of Evil (avec Toxic Holocaust, Nocturnal et Vomitor, Witching Metal Records)
- 2005 : Eve of the Bestial Massacre (avec Unholy Massacre, Deathstrike)
- 2007 : Poison of the Underground (avec Force of Darkness, Turanian Honour)
- 2008 : Deep Grave Dungeons (Crucifier, Throneum und Sathanas, Time Before Time)